# Johannes Casparus Bergsma (1775-1818)
Johannes Casparus Bergsma, (Leeuwarden, 13 maart 1775 – Dokkum, 6 juli 1818) was een Fries jurist en bestuurder.
Johannes Casparus Bergsma was een zoon van de grietman van Dantumadeel Petrus Adrianus Bergsma en Dodonea Jacoba Doitsma. Hij huwt op 3 juli 1798 met Jetske Wiskia van Scheltinga (1777-1855). Hij was een telg uit de Friese regentenfamilie Bergsma. Hij studeerde rechten aan de Universiteit van Franeker.
In september 1814 werd Bergsma lid van Provinciale Staten van Friesland namens de van de grietenij Oostdongeradeel. In 1816 werd hij grietman van Oostdongeradeel. Beide functies vervulde hij tot zijn dood in 1818. In maart 1814 werd hij namens het departement Friesland benoemd tot lid van de Vergadering van Notabelen die zich uit moest spreken over het ontwerp van de Nederlandse Grondwet.